# Platillos de acompañamiento

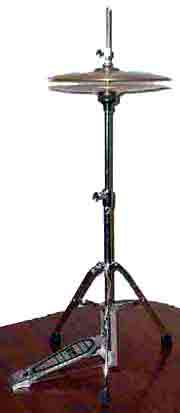
Charles.

Los platillos de acompañamiento fueron una evolución de los platillos, de hecho, son idénticos (discos circulares cóncavos de metal). La diferencia entre los platillos y los platos de acompañamiento, es que estos últimos no van por pares, siempre van montados sobre un atril y son tocados por palillos o baquetas. Además, son una parte fundamental de las baterías y, de ahí, viene la coletilla: de acompañamiento.
Existen distintos tipos de platillos de acompañamiento:
1. Los Charles (también Hi-Hats, Chaston, o Contratiempos) montados sobre un mecanismo que los hace entrechocar cuando el ejecutante pisa un pedal o cable, también son ejecutados mediante el uso de baquetas o palillos. Marcan el ritmo.
2. Los Ride: de gran diámetro, marcan el ritmo.
3. Los Crash: más pequeños que los Ride, su sonoridad es más explosiva. Se usan para marcar cambios de ritmo.
4. Los Splash: son los de menor tamaño, se utilizan para dar efectos o, como los Crash, cambiar de ritmo.
5. Los Chinos (o Chinas): de sonoridad oriental, de ahí, el nombre. Cumple la misma función que un Crash.

Se clasificarían en instrumentos de percusión.